# ترور در رزونانس
ترور در رزونانس (به ژاپنی: 残響のテロル Zankyō no Teroru) همچنین در ژاپن با عنوان ترور در توکیو نیز شناخته می‌شود، یک مجموعه تلویزیونی انیمه ژاپنی می‌باشد که توسط شینیچیرو واتانابه کارگردانی و خلق شده‌است و به‌وسیلهٔ استودیوی ماپا تهیه شده‌است. این مجموعه به تعداد ۱۱ قسمت از ۱۰ ژوئیه تا ۲۵ سپتامبر ۲۰۱۴ در شبکه اف‌ان‌اس فوجی تلویژن پخش شد.

## داستان
در یک روز تابستانی، توکیو با یک یورش تروریستی رویاروی می‌شود. تنها چیزی که می‌تواند متهم‌های یورش تروریستی را معرفی کند، یک ویدیوی مرموز از دو پسر جوان با ماسک روی رخسارشان است که در اینترنت بارگذاری می‌شود. دو جوان در ویدیو خود را گروه اسفینکس معرفی می‌کنند و اعلام می‌دارند که همه توکیو نشانه آنهاست. با وجود اینکه آن‌ها میسر است مدت زیادی زنده نمانند یا کشته شوند، قصد دارند با نقشه‌های اهریمنی و انگشت‌های روی ماشه، جهان را بیدار کنند.

## شخصیت‌ها

### شخصیت‌های اصلی
- ناین (به ژاپنی: ナイン Nain)

نقشه‌کش و برنامه‌ریز گروه اسفینکس که شخصیتی جدی و خشک دارد. او با نام مستعار آراتا کوکونوئه (Arata Kokonoe) به همراه توئلو به یک دبیرستان می‌رود.
- توئلو (به ژاپنی: ツエルブ Tsuerubu)

پسری نوجوان با اخلاق‌های بچگانه که با ناین همکاری می‌کند و با نام مستعار توجی هیسامی (Toji Hisami) به دبیرستان می‌رود.
- کنجیرو شیبازاکی (به ژاپنی: 柴崎 健次郎 Shibazaki Kenjirō)

کارآگاهی کارکشته و باهوش که در گذشته در تیم تجسس کار می‌کرده، اما حالا به بخش پرونده‌ها منتقل شده و زندگی‌اش را با مرتب کردن پرونده‌های تکراری می‌گذراند.
- لیسا میشیما (به ژاپنی: 三島 リサ Mishima Risa)

دختر تنها و گوشه‌گیری که با ناین و توئلو به یک دبیرستان می‌رود. مشکلاتش در خانه و مدرسه باعث می‌شود پایش به گروه اسفینکس و نقشه‌های آن‌ها باز شود.
- فایو (به ژاپنی: ハイヴ Haivu)

کارآگاه اف‌بی‌آی که به همراه یک تیم تجسس هسته‌ای برای دستگیری ناین و دوازده به ژاپن آمده‌است. او شخصیتی مرموز دارد و هدف اصلی‌اش ناین است.